# Alexandre Botcharov
Pour les articles homonymes, voir Botcharov.
Alexandre Botcharov (né le 26 février 1975 à Irkoutsk) est un coureur cycliste russe.

## Biographie

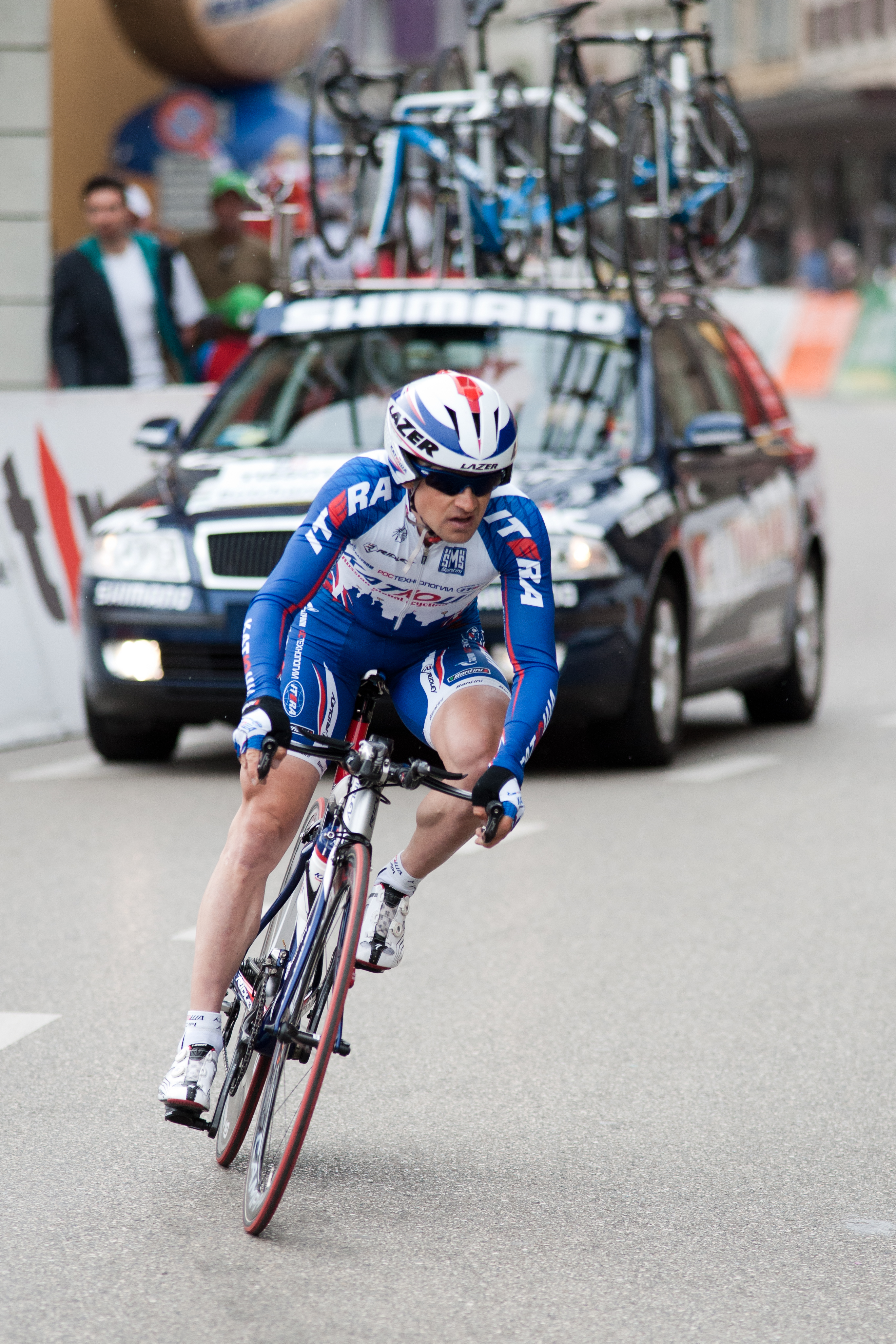
Alexandre Botcharov lors de la troisième étape du Tour de Romandie 2010.

Alexandre Botcharov arrive en France en 1998, à 23 ans. Il y est pris en charge par le coureur Laurent Estadieu de l'US Montauban Cyclisme 82. Il obtient de bons résultats sur les courses amateurs françaises, où ses capacités sur les parcours montagneux sont remarquées. Il est recruté comme stagiaire par l'équipe professionnelle Besson Chaussures en septembre 1999. Il participe avec cette équipe au Tour de l'Avenir, dont il remporte la neuvième étape à Argelès-Gazost et prend la huitième place au classement final.
Botcharov commence sa carrière professionnelle en 2000 au sein de l'équipe française AG2R Prévoyance. Ses meilleurs résultats durant cette saison sont une cinquième place au Tour de l'Ain, une sixième place à À travers le Morbihan et deux douzièmes places à la Route du Sud et au Tour du Danemark. Il participe à son premier Tour de France en 2001. Il se classe 17e du classement général, premier Russe et meilleur coureur de son équipe. Il obtient également la troisième place de la seizième étape, à Sarran. En fin d'année, il est pour la première fois sélectionné en équipe de Russie pour la course en ligne des championnats du monde sur route, dont il prend la 19e place. En 2002, il commence l'année avec deux deuxièmes places, au Tour Down Under et au Grand Prix d'ouverture La Marseillaise. Il réalise l'une des meilleures performances de sa carrière en juillet, en terminant deuxième de l'étape du Tour de France au mont Ventoux.
En 2004, Alexandre Botcharov rejoint l'équipe Crédit agricole.Il est coéquipier de Christophe Moreau lors du Tour de France 2004. Il acquiert sa première victoire en tant que coureur professionnel en 2008, lors du Tour méditerranéen. Il gagne la troisième étape au mont Faron et le classement général de la course, avec 45 secondes d'avance sur David Moncoutié.
Le Crédit agricole met fin à son engagement dans le cyclisme professionnel à la fin de l'année 2008. L'équipe Crédit agricole ne trouve pas de nouveau sponsor et disparaît en fin d'année. Alexandre Botcharov rejoint alors la nouvelle équipe russe Katusha, qu'il quitte fin 2010. Il met un terme à sa carrière. 
Il réside dans la région de Pau avec sa famille. Il y exerce la profession d'installateur en sanitaire et thermique au sein de l'entreprise qu'il a créée en 2013, AB Thermique.

## Palmarès et résultats

### Palmarès amateur
- 1996
  - 3e du Tour de Yougoslavie
- 1998
  - Grand Prix de la Palombe Iraty
  - 2e du Tour du Canton de Champagnac-de-Belair
  - 3e du Tour de Tarn-et-Garonne
- 1999
  - 2e étape du Tour du Canton de Saint-Ciers
  - Ronde du Sidobre
  - 1re étape du Tour du Béarn-Aragon-Bigorre
  - 9e étape du Tour de l'Avenir
  - Grand Prix de la Palombe Iraty
  - 2e du Tour des Corbières
  - 2e du Tour Nivernais Morvan
  - 2e du Grand Prix de Puy-l'Évêque
  - 3e du Tour de Corrèze
  - 3e du Circuit des Deux Provinces
  - 3e du Trophée des Châteaux aux Milandes

### Palmarès professionnel
- 2002
  - 2e du Tour Down Under
  - 2e du Grand Prix d'ouverture La Marseillaise
- 2006
  - 3e étape du Tour méditerranéen (contre-la-montre par équipes)
  - 2e du Tour méditerranéen
  - 4e de la Classique de Saint-Sébastien
  - 6e du Tour de Pologne
  - 8e des Championnats du monde sur route
- 2008
  - Tour méditerranéen :
    - Classement général
    - 3e étape

  - 3e du Tour du Haut-Var
- 2009
  - 3e des Trois vallées varésines
- 2010
  - 3e étape du Tour de Burgos (contre-la-montre par équipes)
  - 3e étape du Tour du Limousin
  - 8e du Grand Prix cycliste de Montréal

### Résultats sur les grands tours

#### Tour de France
8 participations
- 2001 : 17e
- 2002 : 30e
- 2003 : 24e
- 2004 : 36e
- 2006 : 49e
- 2007 : 33e
- 2008 : 18e
- 2009 : 16e

#### Tour d'Italie
1 participation
- 2006 : 27e

#### Tour d'Espagne
3 participations
- 2002 : 61e
- 2005 : 20e
- 2007 : 27e

### Classements mondiaux
| Année                  | 2000 | 2001 | 2002 | 2003 | 2004 | 2005 | 2006 | 2007 | 2008 | 2009 | 2010 |
| ---------------------- | ---- | ---- | ---- | ---- | ---- | ---- | ---- | ---- | ---- | ---- | ---- |
| Classement UCI         | 373e | 155e | 152e | 218e | 229e |      |      |      |      |      |      |
| Classement ProTour     |      |      |      |      |      | nc   | 63e  | 200e | 128e |      |      |
| Calendrier mondial UCI |      |      |      |      |      |      |      |      |      | 177e | 156e |